# Felipe de Oliveira Barros
Felipe de Oliveira Barros (5 de agosto de 1994) es un futbolista brasileño que se desempeña como defensa.
Jugó para clubes como el Yokohama FC, Farense, Santa Clara y Penapolense.

## Trayectoria

### Clubes
| Club        | País     | Año         |
| ----------- | -------- | ----------- |
| Yokohama FC | Japón    | 2014        |
| Farense     | Portugal | 2015 - 2016 |
| Santa Clara | Portugal | 2016 - 2017 |
| Penapolense | Brasil   | 2017 -      |